# 女支配者

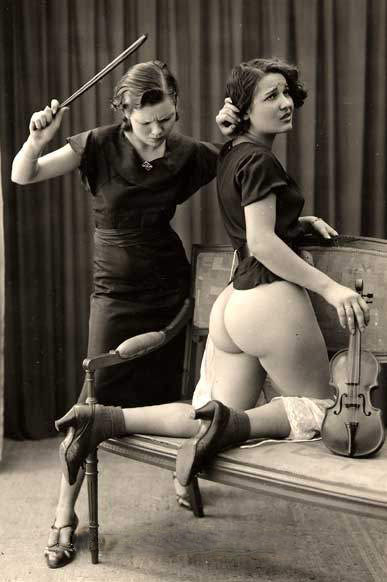
一張攝於1930年代的色情照片，其中一位女支配者兼女音乐老师用琴弓鞭打一位被支配者兼女学生的臀部

女支配者是指BDSM中的女性支配者。女支配者有多種性取向，因而被支配者的性別也多種多樣，但被支配者的性別不一定與女支配者的性取向相吻合。女支配者通常會通過各種方法讓被支配者感到疼痛，但並不是每個女支配者都會這樣做。在某些情況下，女支配者還會想盡辦法讓被支配者感到羞恥（羞耻play）。
美索不达米亚的女神伊南娜可能是歷史上最早的女支配者。自12世紀起，菲利斯和亞里士多德的故事開始變得流行，並且該故事還出現了多個版本。這個故事講述的是一位女支配者菲利斯誘惑並支配了亚里士多德。故事中的菲利斯迫使亞里士多德跪在地上，而且還騎在他的背上，同時一邊鞭打一邊羞辱他。